# Sociální nakupování
Sociální nakupování je jeden z typů e-komerce, který využívá sdílení zkušeností ostatních nakupujících a zákazníků prostřednictvím sociálních internetových sítí, například Facebook nebo MySpace. Vychází z toho, že nejlepší reklamou je osobní doporučení. Internetové obchody proto na své stránky umísťují odkazy např. na Facebook, aby se uživatelé mohli na zboží zeptat svých přátel na Facebooku. Obchody také vytvářejí sociální sítě přímo ve svých e-shopech, buď formou jednoduchých diskusních fór, nebo vytvořením firemní stránky na Facebooku, případně pomocí nějakého svého vlastního sociálního software.
Existují i sociální sítě orientované na nakupování, například Kaboodle, které fungují na principu provizí, kdy obchody za prodané zboží vyplácejí těmto sítím určitou provizi.